# Dongsi Shitiao
Dongsi Shitiao (in cinese: 东四十条站S, Dōngsì shítiáo zhànP) è una stazione della linea 2 e della linea 3, della quale costituisce anche il capolinea occidentale, della metropolitana di Pechino.

## Storia

### Linea 2
Nel 1965, il Comitato Centrale del Partito Comunista Cinese approvò il Rapporto sulla costruzione della metropolitana di Pechino, che definiva chiaramente il piano per realizzare le prime stazioni della metropolitana. Tra queste figurava anche la stazione di Dongsi Shitiao, sebbene all'epoca fosse stata presentata con il nome Stadio dei Lavoratori (工人体育馆站S, gōngrén tǐyùguǎn zhànP).
Il 15 gennaio 1971 aprì al pubblico la prima fase della metropolitana di Pechino, nella tratta tra la stazione di Gongzhufen (oggi linea 1) e la stazione ferroviaria di Pechino Centrale (oggi parte della linea 2). In questa fase, la stazione di Dongsi Shitiao non faceva parte dei progetti precedenti, ma era inclusa nella cosiddetta seconda fase della metropolitana di Pechino. Nel marzo successivo, infatti, iniziarono i lavori di realizzazione della stazione di Dongsi Shitiao.
Il 20 settembre 1984 la stazione fu ufficialmente aperta al pubblico, entrando in funzione come stazione della linea della seconda fase (oggi linea 2). La linea operava lungo il secondo anello ferroviario nella sua sezione occidentale, settentrionale e orientale con un percorso a forma di "ferro di cavallo" e copriva il tratto tra le stazioni di Fuxingmen e Jianguomen, con un totale di 12 fermate e una lunghezza di 16,1 km.
Il 24 dicembre 1987, poiché il percorso ad anello della linea della seconda fase era ormai concluso, le due linee vennero riorganizzate e rinominate in linea 1 e linea circolare. La stazione di Dongsi Shitiao rientrò nella competenza della linea circolare.
Il 1° gennaio 2002 la "linea circolare della metropolitana di Pechino" viene ufficialmente ridenominata linea 2.

### Linea 3
Nel 2015, la stazione di Dongsi Shitiao è stata ufficialmente confermata come stazione della linea 3 della metropolitana di Pechino. Nello stesso anno è iniziata la stesura del piano di adeguamento della stazione per accogliere la nuova linea.
Nel maggio 2018 sono partiti i lavori di adattamento della stazione di Dongsi Shitiao per la linea 3: mantenendo il vecchio piano sotterraneo su tre livelli, è stato scavato un ulteriore livello più in profondità per ospitare il nuovo binario della linea 3.
I lavori di adeguamento della stazione sono stati completati nel gennaio 2023. Dal 25 novembre dello stesso anno, e fino al 28 febbraio 2024, per consentire i lavori della nuova linea, la stazione di Dongsi Shitiao della linea 2 è stata temporaneamente chiusa.
La stazione, unitamente al resto delle fermate della linea 3, è stata inaugurata il 15 dicembre 2024.

## Origine del nome
La stazione di Dongsi Shitiao prendeil suo nome principalmente dalla zona in cui è stata costruita: infatti, Dongsi (东四S, dōngsìP, lett. "Est Quattro") è il nome di un’antica zona di Pechino, così chiamata perché si trovava nella parte est della città vecchia ed era contrassegnata da quattro paifang in corrispondenza di un importante incrocio. La zona di Dongsi era caratterizzata dalla presenza di diversi Hutong, tipici vicoletti dell'antica Pechino, che venivano comunemente indicati come Tiao (条S, tiáoP). Il termine Shitiao (十条S, shítiáoP) significa letteralmente “Decima strada”: infatti, nel sistema di vicoletti della zona Dongsi, le vie erano numerate dal primo al decimo hutong procedendo da sud a nord. La Shitiao era quindi originariamente il decimo hutong a nord di Dongsi.

## Posizione
La stazione di Dongsi Shitiao si trova nel distretto di Dongcheng, sotto l'omonimo ponte, all’incrocio tra il secondo anello e il Viale Ping'an, nell'area nord orientale del centro di Pechino. La stazione della linea 2 è disposta in direzione nord-sud lungo il secondo anello, mentre quella della linea 3 sorge perpendicolarmente ad essa.

## Struttura e impianti
|  |

| Unknown route-map component "utSTRf" | Unknown route-map component "utSTRg" |

| Unknown route-map component "utPSTR(L)" | Unknown route-map component "utPSTR(R)" |

| Unknown route-map component "utPSTR(L)" | Unknown route-map component "utPSTR(R)" |

| Unknown route-map component "utSTRf" | Unknown route-map component "utSTRg" |

|  |

| Unknown route-map component "utENDEa" | Unknown route-map component "utENDEa" |

| Urban tunnel straight track | Urban tunnel straight track |

| Urban tunnel straight track | Urban tunnel straight track |

| Urban tunnel straight track | Urban tunnel straight track |

| Unknown route-map component "utABZg2" | Unknown route-map component "utABZg3" |

| Unknown route-map component "utABZg+1" | Unknown route-map component "utABZg+4" |

| Urban tunnel straight track | Urban tunnel straight track |

| Urban tunnel straight track | Urban tunnel straight track |

| Unknown route-map component "utPSTR(L)" | Unknown route-map component "utPSTR(R)" |

| Unknown route-map component "utPSTR(L)" | Unknown route-map component "utPSTR(R)" |

| Unknown route-map component "utSTRf" | Unknown route-map component "utSTRg" |

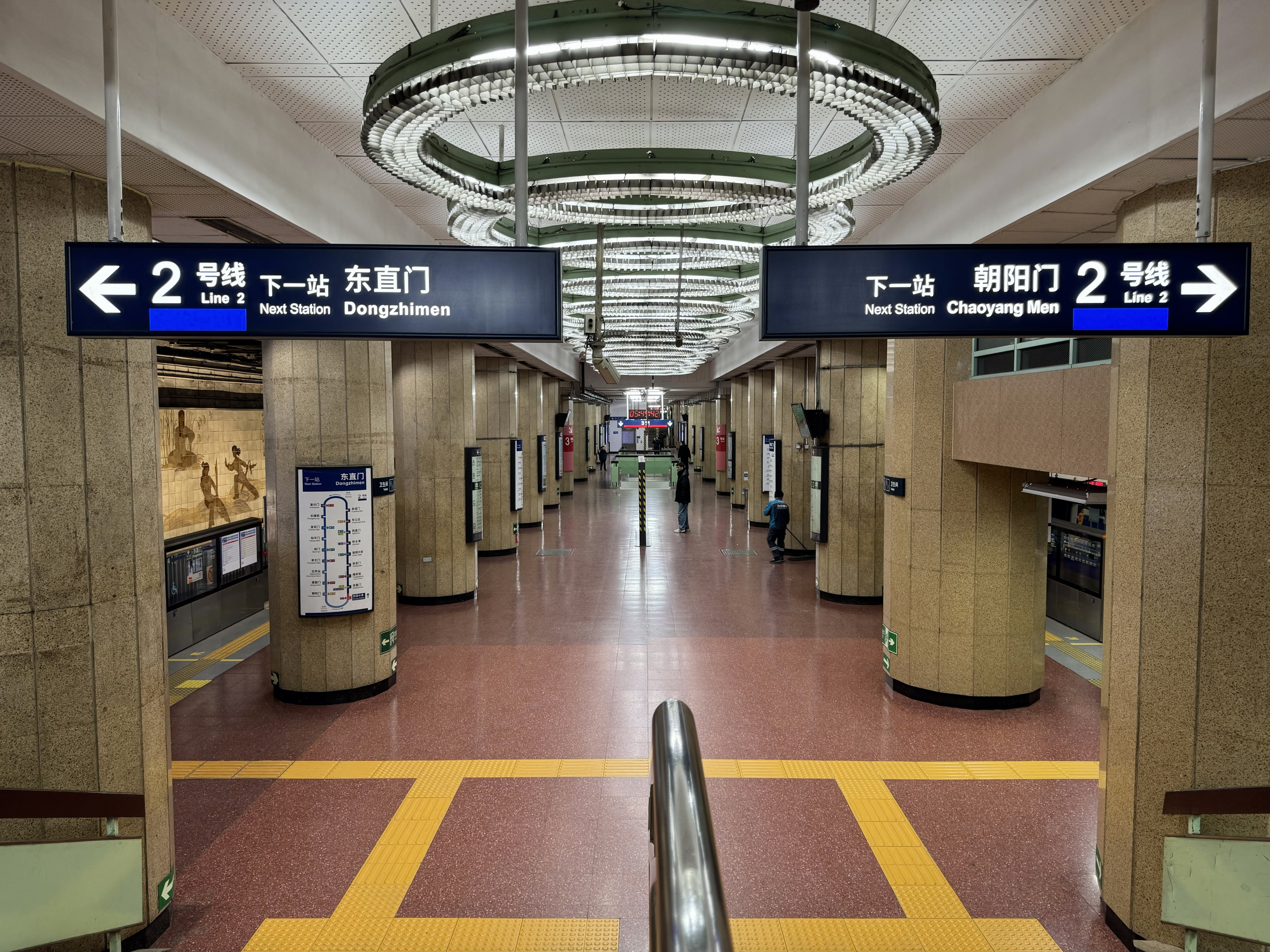
Banchina della linea 2.

La stazione di Dongsi Shitiao è una stazione sotterranea strutturata in cinque piani: il primo piano interrato ospita i due atrii separati ai capi della stazione. Il secondo e il terzo piano interrato sono destinati rispettivamente ai binari della linea 2, con banchine mediane, e all'atrio della linea 3. Il quarto piano interrato è utilizzato per l'interscambio tra le due linee, mentre il quinto e ultimo livello ospita i binari della linea 3, con banchina a isola separata. La stazione presenta quattro accessi, indicati con le lettere A, B, C, e D.
Il piano binari della stazione della linea 2 è caratterizzato da colonne cilindriche color beige, pavimentazione rosso porpora e soffitti color bianco giada. Il piano binari della linea 3 integra elementi tradizionali dell’architettura classica cinese, come le tipiche arcate paifang che un tempo erano presenti nella zona circostante alla stazione.

## Servizi
La stazione dispone di:
- Accessibilità per portatori di handicap (solo ingresso C)
- Emettitrice automatica biglietti
- Scale mobili
- Ascensori
- Servizi igienici
- Sportello automatico
- Stazione video sorvegliata
- Ufficio polizia

### Orari

#### Linea 2
Essendo una linea circolare, la linea 2 dispone di due percorsi concentrici che operano come segue:
- L'anello interno, da Jishuitan direzione Dongzhimen e Fuxingmen, con tratte ridotte che terminano a Xizhimen.
- L'anello esterno, da Xizhimen direzione Fuxingmen e Dongzhimen, con tratte ridotte che terminano a Jishuitan.

Per il servizio dell'anello interno, la prima corsa da Dongsi Shitiao parte alle 5:15 mentre l'ultimo treno che esegue il percorso completo è alle 22:30. Per le tratte ridotte, l'ultimo treno con destinazione finale Xizhimen è previsto alle 23:15.
Riguardo l'anello esterno, la prima corsa è alle 5:21 mentre l'ultimo treno che esegue il percorso completo è previsto alle 22:42. L'ultima corsa ridotta fino a Jishuitan parte da Dongsi Shitiao alle 23:27.

#### Linea 3
I treni in direzione Dongbabei effettuano servizio ogni giorno da Dongsi Shitiao dalle 5:35 alle 23:25.

## Interscambi
- Fermata autobus